# ビエラ森ノ宮
ビエラ森ノ宮（びえらもりのみや）は大阪府大阪市中央区森ノ宮中央1丁目1−30にある商業施設である。

## 沿革
- 2013年に開設した。

## 店舗
- 1階
  - トラジャコーヒー ビエラ森ノ宮店
  - 松屋 森ノ宮店（丼・定食）
  - やよい軒 JR森ノ宮店（定食屋）
  - 薬 マツモトキヨシ ビエラ森ノ宮店（ドラッグストア）
  - KOHYO JR森ノ宮店（スーパーマーケット）
  - 森ノ宮ステーション薬局（調剤薬局）
- 2階
  - 魚民 JR森ノ宮南口駅前店（居酒屋）
  - KOHYO JR森ノ宮店（スーパーマーケット）
  - 森ノ宮メンタルクリニック（精神科・診療内科）
- 3階
  - 魚民 JR森ノ宮南口駅前店（居酒屋）
  - たがや内科（内科・循環器内科）
  - 医療法人しばた皮フ科クリニック（皮膚科・アレルギー科・美容皮膚科）
  - 森ノ宮胃腸内視鏡ふじたクリニック（内視鏡内科・消化器内科・肝臓内科）
  - 希望の森 成長発達クリニック（小児科・内分泌内科・胃腸内科）

## アクセス
JR西日本大阪環状線の森ノ宮駅の南口と直接繋がっている。